# Tolna (stad)
Tolna (Duits: Tolnau) is een stad (város) en gemeente in het Hongaarse comitaat Tolna. Tolna telt 10.721 inwoners (2021) en ligt 10 km ten noordoosten van Szekszárd aan een dode Donau-arm. In 1989 werd het grondgebied van Tolna uitgebreid met Mözs. Bij die gelegenheid kreeg het de status van stad.

## Partnersteden
Tolna onderhoudt partnerschappen met Stutensee (Duitsland), Ozun (Roemenië) en Palić (Servië). De jumelage met Bodegraven (2000-2012) werd door de Nederlandse kant opgezegd.